# ヘキサニトロスチルベン
| ヘキサニトロスチルベン        | ヘキサニトロスチルベン                                                                                      |
| ----------------------------- | --- |
| 構造式 ヘキサニトロスチルベン | |
| IUPAC名                       | 1,3,5-トリニトロ-2-[2-(2,4,6-トリニトロフェニル)エテニル]ベンゼン                                           |
| 別名                          | HNS、JD-X                                                                                                   |
| 分子式                        | C14H6N6O12                                                                                                  |
| 分子量                        | 450.231 g/mol                                                                                               |
| CAS登録番号                   | [20062-22-0]                                                                                                |
| 密度と相                      | 1,74 g/cm3, 固体                                                                                            |
| 融点                          | 316 ℃ |
| SMILES                        | O=[N+](c1cc([N+]([O-])=O) c(/C=C/c2c([N+]([O-])=O)c c([N+]([O-])=O)c c2[N+]([O-])=O) c([N+]([O-])=O)c1)[O-] |
| 爆薬としての性質              | |
| 爆速                          | 8350 m/s, 仮比重 1,7                                                                                        |
| 危険性                        | |

ヘキサニトロスチルベン（英：hexanitrostilbene、略称：HNS、別名：JD-X）とは1960年代に開発された高性能爆薬である。
極めて高い耐熱性と使用年数を持っている。
使用可能温度は −195 ℃ から 200 ℃ と大変に広い、また使用年数が長く理論上は20年、実用レベルで10年以上を保証している。耐熱性能はきわめて高く、110 ℃ で17日間の保存に耐えることが出来る。
製造法はトリニトロトルエン (TNT) を材料として一段階で合成されるためコストも比較的安い。
その方法は、15 ℃ のTHF溶媒中にナトリウムメトキシドを作用させ、続いて次亜塩素酸ナトリウムで酸化して製造する。これはベンジル位の水素が抜けやすいことを利用している。